# Kroktjärnarna (Arvidsjaurs socken, Lappland, 728196-165079)
Kroktjärnarna är en sjö i Arvidsjaurs kommun i Lappland och ingår i Byskeälvens huvudavrinningsområde.